# Wrenshall
Wrenshall é uma cidade localizada no estado americano de Minnesota, no Condado de Carlton.

## Demografia
Segundo o censo americano de 2000, a sua população era de 308 habitantes.
Em 2006, foi estimada uma população de 378, um aumento de 70 (22.7%).

## Geografia
De acordo com o United States Census Bureau tem uma área de
3,9 km², dos quais 3,9 km² cobertos por terra e 0,0 km² cobertos por água. Wrenshall localiza-se a aproximadamente 295 m acima do nível do mar.

## Localidades na vizinhança
O diagrama seguinte representa as localidades num raio de 16 km ao redor de Wrenshall.